# Velkommen til Medina (singolo)
Velkommen til Medina è il secondo singolo estratto dal secondo album omonimo della cantante danese Medina. È stato pubblicato il 24 luglio 2009 dalle etichette discografiche At:tack e Labelmade. Il singolo è stato prodotto dalla squadra di produttori Providers ed è stato scritto da Medina Valbak, Rasmus Stabell e Jeppe Federspiel.
Il singolo è rimasto in classifica in Danimarca per 25 settimane consecutive, cinque delle quali trascorse alla vetta. Ne è stata registrata anche una versione in inglese, Welcome to Medina, inclusa nell'album omonimo.

## Tracce
Download digitale
1. Velkommen til Medina - 3:40

Remix
1. Velkommen til Medina - 4:58
2. Velkommen til Medina (Traplite Remix) - 7:10
3. Velkommen til Medina (Svenstrup & Vendelboe Remix) - 5:50
4. Velkommen til Medina (Funkstar Deluxe Remix) - 7:17
5. Velkommen til Medina (Anders K Remix) - 6:34
6. Velkommen til Medina (Massimo & Domz Remix) - 6:36

## Classifiche
| Classifica (2009) | Posizione massima |
| ----------------- | ----------------- |
| Danimarca         | 1                 |